# Bitwa pod Małka Nidże
Bitwa pod Małka Nidże – bitwa stoczona w dniach 12–14 września 1916 roku podczas I wojny światowej, pomiędzy armią bułgarską a połączonymi siłami francusko-serbsko-rosyjskimi.

## Przyczyny konfliktu
W sierpniu 1916 sytuacja na froncie bałkańskim uległa radykalnej zmianie wraz z przystąpieniem do wojny Rumunii. Aby uprzedzić ewentualne działania ententy na froncie salonickim, które mogły wesprzeć Rumunię, dowództwo bułgarskie zdecydowało się wykonać uderzenie uprzedzające. 17 sierpnia 1916 1 Armia bułgarska rozpoczęła ofensywę, zajmując miasto Florinę (Lerin). 27 sierpnia ofensywa została wstrzymana, a jednostki bułgarskie okopały się na pozycjach wokół jezior Ostrovo i Petursko, a także na masywie Voras (rejon Małka Nidże).
Masyw Voras znalazł się pod kontrolą prawego skrzydła 1 Armii bułgarskiej. W jego skład wchodziły 3 Brygada Piechoty z 6 Bdinskiej Dywizji Piechoty, wsparta przez 3 Brygadę Kawalerii i część 3 Bałkańskiej DP (łącznie 36 batalionów piechoty wyposażonych w 56 dział i 74 karabiny maszynowe). Z uwagi na rozległy teren działań linia obrony była stosunkowo płytka. Problemem jednostek bułgarskich był także brak niezbędnej do działań w takim terenie artylerii górskiej.
Siły ententy skierowane w rejon Małka Nidże składały się głównie z jednostek 3 Armii serbskiej (dow. gen. Pavle Jurišić Šturm) i to one miały za zadanie zaatakować centrum bułgarskiej linii obronnej. Na południowy zachód od jeziora Ostrovo rozlokowano jednostki francuskie (57 i 156 dywizje piechoty), dowodzone przez gen. Victora Cordonniera i wspierane przez rosyjską brygadę piechoty. Ich zadaniem było opanowanie masywu Malareka. Dodatkowe wsparcie stanowiła serbska dywizja kawalerii, działająca na wschód od jeziora Ostrovo.

## Przebieg bitwy
Wczesnym rankiem 12 września 1916 rozpoczął się ostrzał artyleryjski pozycji zajmowanych przez piechotę bułgarską. Wykorzystując całodniowy ostrzał, jednostki serbskie podejmowały próby oczyszczenia przedpola z zasieków, ale były skutecznie powstrzymywane przez artylerię bułgarską. Wieczorem piechota bułgarska podjęła kontratak, ale ten załamał się w ogniu artylerii. Straty bułgarskie sięgały 400 rannych i zabitych. W tym samym czasie jednostki francuskie i brygada rosyjska zepchnęły posterunki bułgarskie, zmuszając przeciwnika do wycofania się na główną linię obrony w masywie Mała Reka.
13 września artyleria sprzymierzonych kontynuowała ostrzał pozycji bułgarskich, a piechota serbska zepchnęła wysunięte posterunki bułgarskie na główną linię obrony w rejonie Małka Nidże. W kolejnym dniu walk ogień artylerii sprzymierzonych dokonał spustoszeń w bateriach bułgarskich, co praktycznie uniemożliwiło efektywne wspieranie piechoty. 14 września ok. 10 rano piechota serbska zaatakowała słabo broniony sektor pomiędzy bułgarskim 23 i 30 pułkiem piechoty. Wkrótce jednostki bułgarskie zostały zmuszone do odwrotu i porzucenia dział, w większości zniszczonych w trakcie pojedynku artyleryjskiego. Do wieczora siły bułgarskie opuściły główną linię obrony, kierując się na wieś Banica (Vevi). Bułgarska linia obrony w masywie Mała Reka nie została co prawda przełamana przez Francuzów, powstrzymywanych przez artylerię bułgarską, ale odwrót z Małka Nidże spowodował także wycofanie Bułgarów z Malareki.

## Skutki bitwy
Trzydniowe walki w rejonie Małka Nidże – Mała Reka spowodowały znaczne straty w jednostkach bułgarskich, przekraczające 20% stanu wyjściowego i zmusiły Bułgarów do zajęcia nowej linii obronnej w rejonie Floriny. Zwycięstwo pod Małka Nidża umożliwiło aliantom podjęcie kilka miesięcy później ofensywy monastyrskiej.